# Язу
Язу (на английски: Yazoo) е британска синтпоп група, произлизаща от Басилдън, Есекс, Англия. В нея си партнират бившият член на Депеш Мод - Винс Кларк (кийборд) и Алисън Моайе (вокали). Основана е в края на 1981 г. след като Кларк отговаря на обява, която Моайе е дала в британско музикално списание. В следващите 18 месеца дуетът прави два албума, Upstairs at Eric's и You and Me Both, които печелят уважението на критиката, и представят уменията със синтезатор на Кларк и усещането за блус и соул на Моайе. Язу имат успех в цял свят, главно в родината си, където три от четирите им сингъла стигат първата тройка в Британската класация за сингли, а първите им два албума стигат Топ 2 в класацията за албуми. В Северна Америка те са най-добре познати с песента Situation, която първоначално е Б-страна в Обединеното кралство, но получава слава в клубовете и по ефир в САЩ и Канада, след което става дебютен сингъл на групата в Северна Америка.